# Visan
Visan település Franciaországban, Vaucluse megyében. Lakosainak száma 1875 fő (2022. január 1.). Visan Tulette, La Baume-de-Transit, Bouchet, Saint-Maurice-sur-Eygues, Vinsobres, Richerenches és Valréas községekkel határos.

## Népesség
A település népessége az elmúlt években az alábbi módon változott:
| Lakosok száma | 1910 | 1961 | 2044 | 1983 | 1963 | 1956 | 1929 | 1902 | 1875 |
|               | 2013 | 2015 | 2016 | 2017 | 2018 | 2019 | 2020 | 2021 | 2022 |